# Prvine
Prvine este o localitate din comuna Lukovica, Slovenia, cu o populație de 13 locuitori.